# Accident de Millas
 (mars 2018).
Le texte peut changer fréquemment, n’est peut-être pas à jour et peut manquer de recul. 
Le titre et la description de l'acte concerné reposent sur la qualification juridique retenue lors de la rédaction de l'article et peuvent évoluer en même temps que celle-ci.
L'accident de Millas est une collision survenue le 14 décembre 2017, sur un passage à niveau de la commune de Millas dans le département français des Pyrénées-Orientales, entre un autocar transportant des collégiens et une rame automotrice TER, qui assure la liaison entre les gares de Villefranche - Vernet-les-Bains et de Perpignan.
Le bilan est de six morts et dix-sept blessés dont huit grièvement, tous passagers du car. Selon les trois enquêtes, judiciaire, du  Bureau d'enquêtes sur les accidents de transport terrestre et de la SNCF, ainsi que différents témoignages, la conductrice du bus aurait enfoncé la barrière abaissée du passage à niveau ce qu'elle a toujours nié. 

## Véhicules impliqués

### Autocar
Le véhicule routier est un autocar de transport scolaire Irisbus Récréo de la société Autocars Faur basée à Toulouse qui ramenait 23 élèves, depuis le collège Christian-Bourquin de Millas vers les communes voisines de Saint-Féliu-d'Amont et Saint-Féliu-d'Avall.

### Train
Le véhicule ferroviaire est une rame automotrice de la série Z 7300 (élément Z 7369), assurant le service du TER no 877660, parti un peu plus tôt de la gare de Villefranche - Vernet-les-Bains.

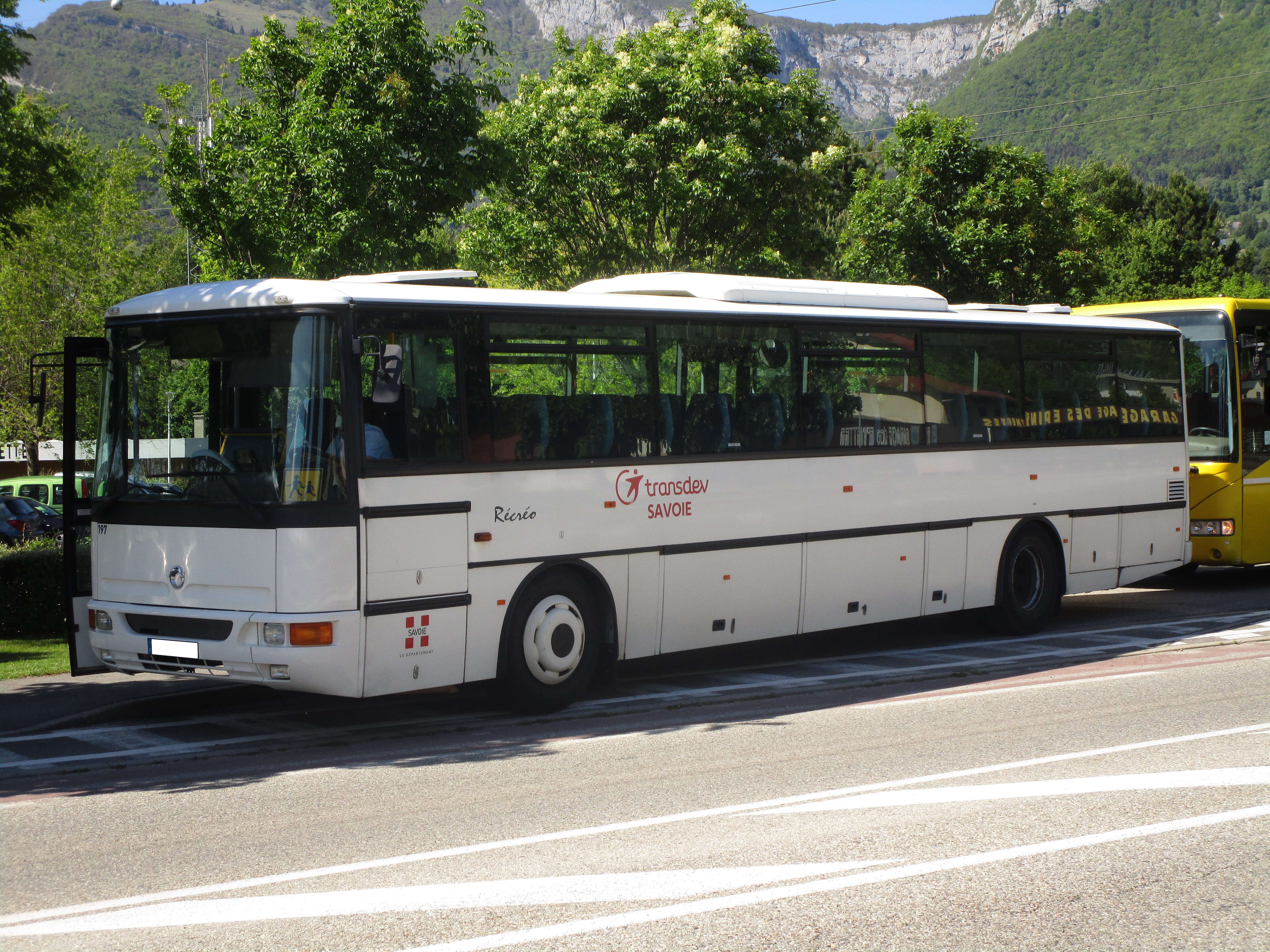
Un Irisbus Récréo de la même couleur.
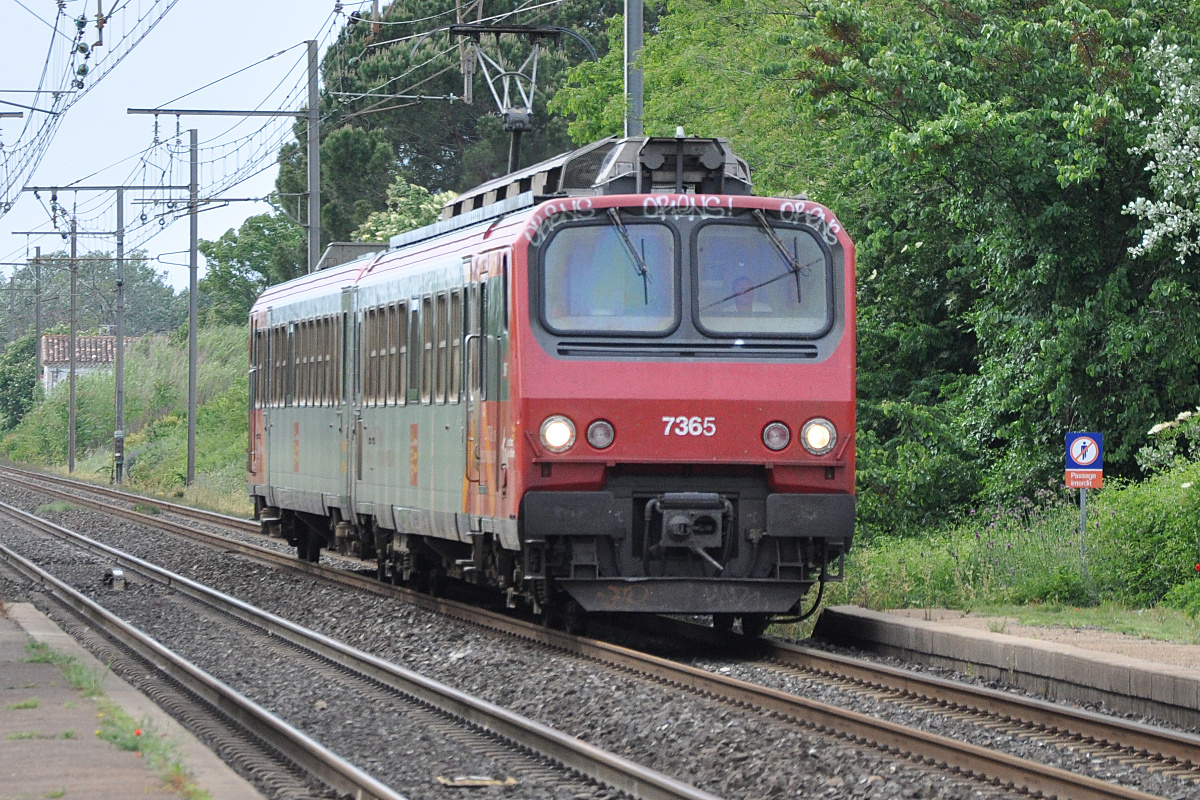
Un Z 7300 (ici le Z 7365).

## Lieu
La collision a lieu sur le passage à niveau automatique no 25 de la ligne de Perpignan à Villefranche - Vernet-les-Bains où elle croise la route départementale 612, nommée route de Thuir sur cette portion.
Ce passage à niveau est situé à un kilomètre environ de l'établissement scolaire, au lieu-dit Los Palaus dans la commune de Millas, dans l'est du département français des Pyrénées-Orientales, à une vingtaine de kilomètres à l'ouest de Perpignan  C'est un passage à niveau automatique à deux demi-barrières. Il n'était pas classé à risques.

## Déroulement des faits
Le jeudi 14 décembre 2017, à 16 h 7, le TER roulant dans le sens ouest/est percute très violemment l'autocar scolaire qui roulait dans le sens sud/nord, le coupant en deux sous l'impact,. La rame n'a pas déraillé. Le TER roulait à 75 km/h, en dessous de la vitesse autorisée sur cette portion de voie (100 km/h). Le car, lui, roulait à 12 km/h selon son chronotachygraphe. Il avait 9 minutes de retard sur son horaire habituel
La distance entre l'intersection à angle droit entre la RD46, dite chemin du Ralet, d'où venait le car et la RD612, dite route de Thuir, sur laquelle il s'est engagé, et le passage à niveau n'est que de 23 mètres, cela exclut selon le procureur une vitesse excessive du car.
Après l'accident, la demi barrière située en sens inverse de la marche de l'autocar est ouverte, ce qui correspond au fonctionnement normal d'un passage à niveau, les barrières se rouvrant une fois le véhicule ferroviaire passé ; la demi barrière située dans le sens de la marche de l'autocar est brisée. Les expertises techniques menées durant l'instruction concluent que c'est le car qui a provoqué la brisure de la barrière.

## Intervention des secours
Le plan Novi est déclenché dans la soirée, ainsi que le plan blanc pour l'hôpital et la clinique Saint-Pierre, tous deux situés à Perpignan,. 80 pompiers, 50 gendarmes et 5 hélicoptères du SAMU et de la Sécurité civile sont déployés sur les lieux de l'accident.

## Bilan
Un bilan provisoire quelques heures après l'accident fait état de quatre adolescents tués et de quatorze blessés graves dont la conductrice, cinq en « urgence absolue » et neuf autres en « urgence relative », tous passagers de l'autocar scolaire. Les 22 personnes présentes à bord de la rame sont toutes indemnes.
Le lendemain, le procureur annonce le décès d'une personne supplémentaire. Une sixième victime décède le 18 décembre.
Il s'agit du plus grave accident touchant un autocar scolaire en France depuis la collision entre un TER et un autocar de collégiens, survenue sur un passage à niveau à Mésinges, dans la commune d'Allinges (Haute-Savoie), le 2 juin 2008, et ayant fait 7 morts et 31 blessés.

## Stèle
Le 14 décembre 2019, une stèle a été inaugurée non loin du passage à niveau avec les prénoms des six victimes :
- Allan
- Diogo
- Loïc
- Ophelia
- Teddy
- Yonas

## Enquêtes
Trois enquêtes ont lieu :
- une enquête judiciaire pour éclaircir les circonstances du drame ;
- une enquête technique par le Bureau d'enquêtes sur les accidents de transport terrestre (BEA-TT)[21] ;
- une enquête interne à la SNCF qui conclurait au fonctionnement normal des feux, des signaux sonores et des barrières[22].

### Judiciaire
Une reconstitution a lieu le 19 décembre, avec le même modèle de car de la compagnie impliquée dans l'accident. Cette reconstitution conduit à la mise en examen le 20 décembre 2017 de la conductrice de l'autocar pour homicides et blessures involontaires par imprudence. Plusieurs familles de victimes se portent partie civile.
Plusieurs témoignages affirment que le car a forcé le passage à niveau et cassé la barrière alors que la conductrice soutient que la barrière était ouverte :
- selon la collégienne de quatrième assise à l'avant du car, « J'ai vu que la barrière était fermée. Le bus l'a poussée. Elle s'est cassée. Le bus a continué à rouler doucement. Le train rouge est arrivé à ce moment. Ensuite, je ne me souviens plus de rien. »[25],[26],[27] ;
- selon un témoin situé en face du car, « Le bus s'est engagé et on avait l'impression qu'il ne voyait pas que la barrière se pliait devant lui »[28] ;
- selon la conductrice, « Je tourne. J'engage la première […] Là il faut aller doucement. Une fois le porte-à-faux bien dans l'axe, je ne risque pas de monter sur le terre-plein ou sur le panneau de signalisation et je réaccélère. Après ça il n'y a plus rien, plus de souvenir. (…) Je n'avais pas vu de train, je ne comprenais pas. »[29].

Enfin, il n'y aurait pas de trace de freinage, et des marques à l'avant du car pourraient indiquer un forçage des barrières.
L'accident est survenu le jour de l'anniversaire de la mort du père de la conductrice. Le décès de son père avait conduit la conductrice à prendre des médicaments pour dormir. Des traces de somnifères et d’anxiolytiques ont été retrouvées dans ses analyses sanguines,.
L'enquête a également révélé que les enfants n'étaient pas attachés avec la ceinture de sécurité obligatoire depuis une directive européenne de 2003.
Le rapport d'expertise fourni au juge le 5 octobre 2018 indique que l'autocar aurait freiné trop tardivement, après avoir accéléré jusqu'à une vitesse de 12 km/h. Ce freinage semble indiquer que la conductrice s'est rendu compte, une fois engagée, que la barrière était fermée. Aucun dysfonctionnement n'a été détecté sur le passage à niveau. Le juge a commandé une autre expertise, médicale cette fois, afin de définir si les médicaments consommés avaient pu affecter les capacités auditives et visuelles de la conductrice du car. L'avocate de certaines familles, Jehanne Collard, met en cause les médecins qui ont prescrit des somnifères dont les effets secondaires sont gravissimes sans avoir mis en arrêt de travail une personne qui aurait pu ne pas être en état d'exercer son activité.
Le 4 avril 2019, l'enquête révèle que la conductrice du car prenait un médicament depuis sept ans qui interdisait de conduire un véhicule. Ce médicament « comporte un pictogramme rouge de niveau 3, " attention danger : ne pas conduire ! ", considéré comme le niveau le plus élevé et équivalent à une interdiction de conduire ». La notice du médicament ainsi que l'Agence nationale de sécurité du médicament et des produits de santé préciseraient que le traitement ne doit jamais excéder quatre semaines. Face à ces nouveaux éléments, les avocats des familles de victimes envisagent de demander au parquet un réquisitoire supplétif afin de pouvoir interroger le médecin de la conductrice et éventuellement le mettre en examen,,,.
Le 9 août 2019, l'enquête démontre que cet accident n'est pas dû au somnifère pris par la conductrice car ce médicament est éliminé par l'organisme en 6 heures et que le drame a eu lieu 20 heures après l'avoir pris. 
Mi-septembre 2019, des députés du département déclarent avoir reçu un courrier de la justice indiquant que cette dernière libèrerait le passage à niveau fin septembre. Finalement, la justice lève officiellement les scellés le 21 octobre 2019, laissant à la SNCF et à la direction des routes du département la possibilité de rouvrir à la circulation la départementale et la ligne ferroviaire.

### Enquête et recommandations du BEA-TT
Le rapport du BEA-TT,, émis le 17 mai 2019, estime que « le scénario le plus probable » est une « défaillance de la conductrice du car » qui n'aurait pas vu que le passage à niveau était fermé le 14 décembre 2017. Il n'y aurait eu aucun dysfonctionnement des équipements ferroviaires. La « cause directe » de ce drame serait « le non-arrêt de l'autocar au passage à niveau malgré les feux rouges clignotants et la barrière qui l'imposaient »,,,. La route départementale présente de nombreuses difficultés : entremêlement des balises et panneaux d'annonce du passage à niveau et cédez le passage, trajectoire très contrainte pour un véhicule lourd, faible distance entre l'avant du véhicule et la barrière en sortie de virage. Malgré cela et la proximité des carrefours, le BEA-TT relève que le diagnostic quinquennal de sécurité du PN, daté du 16 avril 2009, n'identifie pas de risque. Malgré les travaux menés sur les trois routes menant à ce PN, aucun nouveau diagnostic de sécurité n'a été effectué. Toutefois, le passage à niveau est équipé de six feux rouges clignotants (au lieu de quatre pour ce type de PN) en raison d'une visibilité limitée, chacun des feux étant d'un diamètre de 160 millimètres et muni d'une lampe de 25 W et d'une visière de protection. Le volume de la sonnerie est de 73,5 dB(A) à 10 mètres, et de 63,8 dB(A) à 30 mètres mais, à l'intérieur d'un véhicule, il est amoindri par la carrosserie et peut être couvert par une conversation.
Ce rapport conclut à cinq facteurs de risque et à quatre recommandations. Les cinq facteurs rapportés sont :
- une visibilité limitée de la signalisation lumineuse, notamment à droite ;
- l'arrêt de la sonnerie une fois la barrière baissée ;
- la géométrie du virage pouvant détourner l'attention du conducteur du passage à niveau ;
- la trop grande proximité entre le carrefour et le passage à niveau laissant la barrière du passage à niveau dans l'angle mort ;
- l'absence de prise en compte de ces problématiques dans le diagnostic de sécurité du passage à niveau[7].

Les recommandations du BEA-TT concernent la qualification de la signalisation de position des PN en tant qu'équipement routier, la réalisation d'une étude pour adapter à la giration des poids-lourds les carrefours situés de chaque côté du PN, l'amélioration des diagnostics de sécurité et la faisabilité de l'installation de caméras sur les passages à niveau et à l'avant des trains.
À la suite de ce rapport, la SNCF a expérimenté l'emploi de caméras sur certains passages à niveau et a noué des partenariats en août 2020 et en décembre 2020 avec des acteurs de fourniture d'aide à la navigation, pour indiquer l'emplacement des passages à niveau.

## Réactions

### Gouvernants
Le président de la république Emmanuel Macron a déclaré que « la mobilisation de l’État est totale pour leur porter secours ». Le premier ministre Édouard Philippe, en déplacement à Cahors le jour de l'accident, s'est rendu sur place dans la soirée, ainsi que le président de la SNCF Guillaume Pépy et le président de la SNCF Réseau, Patrick Jeantet. Pour le Premier ministre, présent sur place vers 20 heures, le processus d'identification des victimes est « extrêmement difficile ». Plus tard, dans une interview télévisée en 2021, Édouard Philippe dira que cela a été son moment le plus dur comme premier ministre.
Du ministère de l'Éducation nationale, le ministre Jean-Michel Blanquer, a déclaré « c'est avec une immense tristesse que nous apprenons l'accident de bus scolaire de Millas. Mobilisation de tous les services de l'État ». Il se rend le lendemain dans le collège de Millas.
La ministre des Transports Élisabeth Borne présente vers 18 heures a communiqué sa « très vive émotion à la suite du terrible accident ». Selon elle, le passage à niveau n'était pas classé comme passage à niveau dangereux.

### Pétition de soutien à la conductrice du bus
Le 21 décembre 2017, une pétition pour soutenir la conductrice du bus est mise en ligne. Une page Facebook est également créée pour la soutenir. La pétition récolte 61 149 signatures. Maitre Jehanne Collard — avocate de l'une des familles de victime — juge « d'une indécence insupportable » cette pétition, signée par des personnes qui n'ont pas accès aux informations de ce procès.

### Livre de parents d'une victime
Les parents d'une des victimes ont sorti un livre pour raconter leur douleur, le chemin et leur parcours pour se reconstruire,.

## Procès de la chauffeuse du car
En janvier 2022, la justice renvoie la conductrice du car scolaire devant un tribunal correctionnel pour « homicides et blessures involontaires ». Le procès se tient à partir du 19 septembre 2022 à Marseille car son tribunal est un des deux seuls compétents en France pour instruire et juger les procès relatifs aux accidents collectifs,,. Une retransmission du procès se tient en direct à Perpignan dans une salle du palais des Congrès. Le 22 septembre, lors de l'audience les experts estiment que « si la conductrice du bus n’avait pas freiné, elle aurait pu éviter le train » ; la conductrice décrivant la scène juste après l’accident, fait un malaise (syndrome de tako-tsubo).
Le 18 novembre 2022, la conductrice est reconnue « coupable des faits reprochés en leur intégralité », « d'une faute d'inattention et d'imprudence » et condamnée à 5 ans de prison dont 4 avec sursis. Elle ne pourra plus travailler « à titre définitif » dans le domaine des transports.
Toutefois, un appel a été formé à l'encontre de ce jugement par la défense mais également par certaines parties civiles. Le procès s'est déroulé du 7 au 22 octobre 2024 devant la chambre correctionnelle de la cour d'appel  d'Aix en Provence. Lors de ce second procès, le ministère public a requis une peine plus sévère qu'en première instance (5 ans d'emprisonnement dont 3 avec sursis). Les avocats de la conductrice ont plaidé la relaxe. La décision de la cour d'appel est rendue le 7 février 2025, elle alourdit la peine à 5 ans de prison dont 2 fermes que la conductrice pourra faire sous bracelet électronique. Cette condamnation est assortie d'une annulation de tous ses permis de conduire avec interdiction de les repasser pendant cinq ans et d'une interdiction de toute activité dans le secteur des transports.

## Modification du carrefour et réouverture de la voie ferrée
À la suite de l'accident, et de l'enquête du BEA-TT, le carrefour jouxtant le passage à niveau a été réaménagé pour faciliter la circulation des cars.
La voie ferrée resta fermée à tout trafic ferroviaire pendant 3 années jusqu'au retour des trains le 16 novembre 2020.